# Segunda División de México 1974-75
La Temporada 1974-75 de la Segunda División de México fue el XXVI torneo de la historia de la segunda categoría del fútbol mexicano. Los Tecos de la U.A.G. se proclamaron campeones tras vencer al Irapuato en un partido de desempate tras haber igualado a puntos en el grupo final.
La temporada se destacó en un principio el aumento de equipos hasta los 24 clubes, esto motivado por el ascenso el año anterior de cuatro conjuntos a la Primera División y por la ausencia de dos clubes, motivo que llevó a una reestructuración en el sistema de competencia y provocó el regreso de una fase de grupo de campeonato.

## Cambios
- Tigres UANL ascendió a Primera División como campeón de la temporada anterior.[3]
- Universidad de Guadalajara ascendió al máximo circuito luego de que la casa de estudios tapatía comprara al Club de Fútbol Torreón, por lo que pasó a ocupar su lugar en la Primera División.[4]
- La FMF decidió aumentar el número de equipos participantes en la Primera División a 20 clubes, por lo que se invitó a los clubes Unión de Curtidores y Universidad de San Luis para que se integraran en la máxima categoría.
- San Luis descendió desde la Primera División.
- UAEM descendió a Tercera División.
- Pachuca y Zamora solicitaron un permiso para ausentarse durante esta temporada.
- Debido a los cambios en el máximo circuito y ante la salida de varios clubes de esta categoría, la Federación decidió aumentar el número de participantes en la Segunda División a 24 equipos, como consecuencia de esta decisión 10 clubes ascendieron desde la Tercera División: Celaya, Tecnológico de Celaya, Inter de Acapulco, Club Acapulco, Iguala F.C., Atlético Tepeji, Ciudad Sahagún, Córdoba, Saltillo y Universidad Autónoma de Tamaulipas.

## Formato de competencia
Los veinticuatro equipos se dividen en tres grupos de ocho equipos, sin embargo se siguen enfrentando entre los 24 en formato de todos contra todos a visita recíproca en 46 jornadas. Los dos primeros lugares de cada agrupación se clasifican al grupo de campeonato compuesto por los seis mejores clubes de la temporada, al finalizar la ronda el líder será campeón del torneo, si existe un empate a puntos se jugará un partido adicional para determinar al ganador. Por su parte, el último lugar en puntaje descenderá directamente a la Tercera División, mientras que los equipos colocados en antepenúltimo y penúltimo lugar deberán jugar una promoción contra dos equipos del circuito inferior.

## Equipos participantes

### Equipos por Entidad Federativa
| Entidad Federativa | N.º | Equipos                                             |
| ------------------ | --- | --------------------------------------------------- |
| Guanajuato         | 4   | Celaya, Irapuato, Salamanca y Tecnológico de Celaya |
| Guerrero           | 3   | Acapulco, Iguala F.C. e Inter Acapulco              |
| Tamaulipas         | 3   | Tampico, U.A. Tamaulipas y Victoria                 |
| Hidalgo            | 2   | Atlético Tepeji y Sahagún                           |
| Jalisco            | 2   | Nacional y Tecos UAG                                |
| Michoacán          | 2   | La Piedad y Morelia                                 |
| Coahuila           | 1   | Saltillo                                            |
| Estado de México   | 1   | Naucalpan                                           |
| Morelos            | 1   | Cuautla                                             |
| Nayarit            | 1   | Universidad de Nayarit                              |
| Puebla             | 1   | Nuevo Necaxa                                        |
| Querétaro          | 1   | Querétaro                                           |
| San Luis Potosí    | 1   | San Luis                                            |
| Veracruz           | 1   | Córdoba                                             |

### Información sobre los equipos participantes
| Equipo                 | Ciudad                           | Estadio                    |
| ---------------------- | -------------------------------- | -------------------------- |
| Acapulco               | Acapulco, Guerrero               | Unidad Deportiva Acapulco  |
| Atlético Morelia       | Morelia, Michoacán               | Venustiano Carranza        |
| Atlético Tepeji        | Tepeji del Río, Hidalgo          | Tepeji                     |
| Celaya                 | Celaya, Guanajuato               | Miguel Alemán Valdés       |
| Córdoba                | Córdoba, Veracruz                | Rafael Murillo Vidal       |
| Cuautla                | Cuautla, Morelos                 | Isidro Gil Tapia           |
| Halcones Saltillo      | Saltillo, Coahuila               | Francisco I. Madero        |
| Iguala                 | Iguala, Guerrero                 | General Ambrosio Figueroa  |
| Inter Acapulco         | Acapulco, Guerrero               | Unidad Deportiva Acapulco  |
| Irapuato               | Irapuato, Guanajuato             | Irapuato                   |
| La Piedad              | La Piedad, Michoacán             | Juan N. López              |
| Nacional               | Guadalajara, Jalisco             | Tecnológico de la UdeG     |
| Naucalpan              | Naucalpan, Estado de México      | Unidad Cuauhtémoc          |
| Nuevo Necaxa           | Nuevo Necaxa, Puebla             | 14 de Diciembre            |
| Querétaro              | Santiago de Querétaro, Querétaro | Municipal de Querétaro     |
| Sahagún                | Ciudad Sahagún, Hidalgo          | Fray Bernardino de Sahagún |
| Salamanca              | Salamanca, Guanajuato            | El Molinito                |
| San Luis               | San Luis Potosí, S.L.P.          | Plan de San Luis           |
| Tampico                | Tampico, Tamaulipas              | Tamaulipas                 |
| Tecnológico de Celaya  | Celaya, Guanajuato               | Miguel Alemán Valdés       |
| Tecos de la U.A.G.     | Zapopan, Jalisco                 | Tres de Marzo              |
| U.A. de Tamaulipas     | Ciudad Victoria, Tamaulipas      | Marte R. Gómez             |
| Universidad de Nayarit | Tepic, Nayarit                   | Nicolás Álvarez Ortega     |
| Victoria               | Ciudad Victoria, Tamaulipas      | Marte R. Gómez             |

## Grupos

### Grupo 1
| Pos. | Equipo            | Pts. | PJ | G  | E  | P  | GF | GC | Dif. | Clasificación            |
| ---- | ----------------- | ---- | -- | -- | -- | -- | -- | -- | ---- | ------------------------ |
| 1    | Irapuato          | 75   | 46 | 31 | 13 | 2  | 86 | 27 | +59  | Hexagonal de la liguilla |
| 2    | Querétaro         | 64   | 46 | 27 | 10 | 9  | 95 | 41 | +54  | Hexagonal de la liguilla |
| 3    | Ciudad Victoria   | 55   | 46 | 20 | 15 | 11 | 73 | 51 | +22  |                          |
| 4    | La Piedad         | 52   | 46 | 19 | 14 | 13 | 57 | 50 | +7   |                          |
| 5    | Cuautla           | 36   | 46 | 13 | 10 | 23 | 59 | 96 | −37  |                          |
| 6    | Salamanca         | 34   | 46 | 11 | 12 | 23 | 60 | 78 | −18  |                          |
| 7    | Inter de Acapulco | 33   | 46 | 11 | 11 | 24 | 53 | 85 | −32  |                          |
| 8    | Córdoba           | 31   | 46 | 12 | 7  | 27 | 58 | 96 | −38  |                          |

 Fuente: RSSSF

#### Grupo 2
| Pos. | Equipo                 | Pts. | PJ | G  | E  | P  | GF | GC | Dif. | Clasificación               |
| ---- | ---------------------- | ---- | -- | -- | -- | -- | -- | -- | ---- | --------------------------- |
| 1    | Nuevo Necaxa           | 66   | 46 | 26 | 14 | 6  | 79 | 37 | +42  | Hexagonal de la liguilla    |
| 2    | Naucalpan              | 61   | 46 | 24 | 13 | 9  | 89 | 60 | +29  | Hexagonal de la liguilla    |
| 3    | Atlético Morelia       | 50   | 46 | 18 | 14 | 14 | 64 | 46 | +18  |                             |
| 4    | Universidad de Nayarit | 47   | 46 | 15 | 17 | 14 | 77 | 70 | +7   |                             |
| 5    | Atlético Tepeji        | 47   | 46 | 16 | 15 | 15 | 51 | 50 | +1   |                             |
| 6    | Celaya                 | 40   | 46 | 13 | 14 | 19 | 69 | 77 | −8   |                             |
| 7    | Iguala (D)             | 30   | 46 | 11 | 8  | 27 | 48 | 86 | −38  | Liguilla por el no descenso |
| 8    | Ciudad Sahagún (D)     | 28   | 46 | 7  | 14 | 25 | 41 | 84 | −43  | Liguilla por el no descenso |

 Fuente: RSSSF

### Grupo 3
| Pos. | Equipo                | Pts. | PJ | G  | E  | P  | GF  | GC  | Dif. | Clasificación            |
| ---- | --------------------- | ---- | -- | -- | -- | -- | --- | --- | ---- | ------------------------ |
| 1    | San Luis              | 68   | 46 | 30 | 8  | 8  | 100 | 48  | +52  | Hexagonal de la liguilla |
| 2    | Tecos UAG (C)         | 67   | 46 | 29 | 9  | 8  | 100 | 51  | +49  | Hexagonal de la liguilla |
| 3    | Nacional              | 49   | 46 | 18 | 13 | 15 | 73  | 68  | +5   |                          |
| 4    | Saltillo              | 45   | 46 | 16 | 13 | 17 | 80  | 69  | +11  |                          |
| 5    | Tecnológico de Celaya | 37   | 46 | 14 | 9  | 23 | 69  | 96  | −27  |                          |
| 6    | Tampico               | 33   | 46 | 12 | 9  | 25 | 52  | 76  | −24  |                          |
| 7    | Correcaminos UAT      | 31   | 46 | 11 | 9  | 26 | 70  | 108 | −38  |                          |
| 8    | Acapulco (D)          | 25   | 46 | 8  | 9  | 29 | 44  | 106 | −62  | Descenso de categoría    |

 Fuente: [cita requerida]

## Tabla general
| Pos. | Equipo                 | Pts. | PJ | G  | E  | P  | GF  | GC  | Dif. | Clasificación               |
| ---- | ---------------------- | ---- | -- | -- | -- | -- | --- | --- | ---- | --------------------------- |
| 1    | Irapuato               | 75   | 46 | 31 | 13 | 2  | 86  | 27  | +59  | Hexagonal de la liguilla    |
| 2    | San Luis               | 68   | 46 | 30 | 8  | 8  | 100 | 48  | +52  | Hexagonal de la liguilla    |
| 3    | Tecos UAG (C)          | 67   | 46 | 29 | 9  | 8  | 100 | 51  | +49  | Hexagonal de la liguilla    |
| 4    | Nuevo Necaxa           | 66   | 46 | 26 | 14 | 6  | 79  | 37  | +42  | Hexagonal de la liguilla    |
| 5    | Querétaro              | 64   | 46 | 27 | 10 | 9  | 95  | 41  | +54  | Hexagonal de la liguilla    |
| 6    | Naucalpan              | 61   | 46 | 24 | 13 | 9  | 89  | 60  | +29  | Hexagonal de la liguilla    |
| 7    | Ciudad Victoria        | 55   | 46 | 20 | 15 | 11 | 73  | 51  | +22  |                             |
| 8    | La Piedad              | 52   | 46 | 19 | 14 | 13 | 57  | 50  | +7   |                             |
| 9    | Morelia                | 50   | 46 | 18 | 14 | 14 | 64  | 46  | +18  |                             |
| 10   | Nacional               | 49   | 46 | 18 | 13 | 15 | 73  | 68  | +5   |                             |
| 11   | Universidad de Nayarit | 47   | 46 | 15 | 17 | 14 | 77  | 70  | +7   |                             |
| 12   | Atlético Tepeji        | 47   | 46 | 16 | 15 | 15 | 51  | 50  | +1   |                             |
| 13   | Saltillo               | 45   | 46 | 16 | 13 | 17 | 80  | 69  | +11  |                             |
| 14   | Celaya                 | 40   | 46 | 13 | 14 | 19 | 69  | 77  | −8   |                             |
| 15   | Tecnológico de Celaya  | 37   | 46 | 14 | 9  | 23 | 69  | 96  | −27  |                             |
| 16   | Cuautla                | 36   | 46 | 13 | 10 | 23 | 59  | 96  | −37  |                             |
| 17   | Salamanca              | 34   | 46 | 11 | 12 | 23 | 60  | 78  | −18  |                             |
| 18   | Tampico                | 33   | 46 | 12 | 9  | 25 | 52  | 76  | −24  |                             |
| 19   | Inter de Acapulco      | 33   | 46 | 11 | 11 | 24 | 53  | 85  | −32  |                             |
| 20   | Correcaminos UAT       | 31   | 46 | 11 | 9  | 26 | 70  | 108 | −38  |                             |
| 21   | Córdoba                | 31   | 46 | 12 | 7  | 27 | 58  | 96  | −38  |                             |
| 22   | Iguala (D)             | 30   | 46 | 11 | 8  | 27 | 48  | 86  | −38  | Liguilla por el no descenso |
| 23   | Ciudad Sahagún (D)     | 28   | 46 | 7  | 14 | 25 | 41  | 84  | −43  | Liguilla por el no descenso |
| 24   | Acapulco (D)           | 25   | 46 | 8  | 9  | 29 | 44  | 106 | −62  | Descenso de categoría       |

 Fuente: RSSSF

## Resultados
| Local \ Visitante | ACA | ATP | CEL | COR  | CUA | IGU | INT | IRA | LPD | MOR | NAC | NAU | NEC | QUE | SAH | SAL | SAT | SNL | TAM | TEC | UAG | UAT | UDN | VIC |
| ----------------- | --- | --- | --- | ---- | --- | --- | --- | --- | --- | --- | --- | --- | --- | --- | --- | --- | --- | --- | --- | --- | --- | --- | --- | --- |
| Dep. Acapulco     | —   | 0–0 | 1–0 | 2–0  | 2–2 | 0–1 | 1–1 | 0–1 | 1–2 | 0–0 | 0–4 | 1–0 | 0–1 | 0–6 | 1–1 | 1–2 | 2–0 | 1–3 | 0–2 | 5–1 | 1–4 | 1–2 | 1–1 | 1–1 |
| Atlético Tepeji   | 2–1 | —   | 1–0 | 2–1  | 1–1 | 2–1 | 2–1 | 1–1 | 0–0 | 0–0 | 1–2 | 1–1 | 0–0 | 3–4 | 4–0 | 3–1 | 2–1 | 1–0 | 1–1 | 2–0 | 0–2 | 3–4 | 0–0 | 1–1 |
| Celaya            | 4–2 | 1–1 | —   | 2–0  | 5–0 | 1–0 | 2–0 | 0–0 | 1–2 | 0–2 | 3–1 | 0–1 | 2–1 | 4–3 | 0–2 | 2–1 | 1–2 | 2–2 | 1–1 | 2–2 | 1–2 | 4–3 | 2–2 | 0–0 |
| Córdoba           | 3–2 | 0–2 | 1–2 | —    | 3–4 | 6–0 | 1–0 | 0–0 | 2–0 | 2–1 | 2–0 | 0–3 | 1–3 | 0–2 | 5–2 | 1–1 | 1–3 | 0–1 | 0–2 | 1–4 | 1–1 | 1–1 | 1–3 | 0–2 |
| Cuautla           | 0–3 | 2–1 | 2–1 | 0–3  | —   | 2–0 | 4–1 | 0–2 | 2–2 | 2–1 | 3–1 | 0–2 | 1–3 | 1–1 | 1–1 | 1–0 | 4–2 | 2–3 | 2–2 | 4–0 | 1–1 | 2–1 | 2–0 | 1–1 |
| Iguala            | 1–0 | 2–0 | 2–2 | 0–2  | 2–0 | —   | 2–1 | 0–1 | 2–1 | 1–0 | 2–4 | 0–0 | 1–3 | 2–2 | 4–0 | 1–0 | 1–1 | 2–4 | 2–2 | 1–2 | 1–0 | 0–1 | 2–3 | 0–4 |
| Inter Acapulco    | 1–0 | 1–1 | 3–1 | 1–2  | 2–2 | 2–1 | —   | 0–3 | 0–0 | 0–1 | 0–0 | 1–1 | 1–2 | 0–0 | 2–1 | 2–2 | 1–2 | 0–4 | 4–2 | 3–1 | 1–3 | 2–3 | 2–2 | 1–2 |
| Irapuato          | 6–1 | 1–0 | 2–1 | 2–1  | 4–1 | 3–1 | 3–1 | —   | 4–0 | 1–1 | 2–1 | 2–1 | 0–0 | 2–0 | 5–0 | 1–3 | 2–2 | 2–0 | 2–1 | 2–0 | 2–2 | 6–1 | 2–0 | 3–0 |
| La Piedad         | 3–0 | 1–0 | 2–2 | 2–1  | 2–1 | 2–1 | 2–0 | 0–1 | —   | 0–0 | 1–1 | 4–2 | 1–2 | 1–1 | 3–0 | 2–1 | 2–0 | 2–1 | 2–1 | 2–0 | 1–1 | 4–2 | 2–0 | 1–0 |
| Morelia           | 8–1 | 3–0 | 1–0 | 3–2  | 3–2 | 1–0 | 1–2 | 0–1 | 2–2 | —   | 1–2 | 1–0 | 0–0 | 1–2 | 1–0 | 1–1 | 5–3 | 2–3 | 2–1 | 4–0 | 1–2 | 0–0 | 3–2 | 1–0 |
| Nacional          | 2–1 | 1–2 | 2–1 | 1–1  | 1–0 | 3–1 | 3–1 | 1–1 | 0–0 | 0–0 | —   | 0–3 | 2–1 | 0–1 | 3–3 | 5–1 | 1–1 | 0–0 | 1–0 | 4–2 | 1–2 | 5–2 | 0–0 | 2–2 |
| Naucalpan         | 4–0 | 2–1 | 1–1 | 6–1  | 3–0 | 2–1 | 5–0 | 2–2 | 0–0 | 1–0 | 2–2 | —   | 0–0 | 2–1 | 2–0 | 3–2 | 2–1 | 1–4 | 5–1 | 3–0 | 0–2 | 5–1 | 1–1 | 3–1 |
| Nuevo Necaxa      | 3–0 | 2–0 | 1–3 | 2–1  | 1–0 | 2–0 | 5–1 | 0–0 | 1–0 | 1–0 | 2–0 | 0–0 | —   | 1–0 | 2–0 | 0–0 | 2–2 | 0–0 | 3–2 | 3–3 | 2–1 | 7–3 | 2–2 | 0–1 |
| Querétaro         | 0–0 | 1–0 | 3–0 | 3–0  | 5–0 | 5–2 | 3–0 | 2–0 | 1–0 | 1–0 | 4–1 | 2–3 | 0–0 | —   | 3–0 | 2–1 | 1–1 | 1–1 | 4–0 | 1–2 | 3–2 | 5–0 | 1–0 | 1–0 |
| Ciudad Sahagún    | 2–2 | 1–1 | 1–2 | 0–0  | 0–0 | 1–1 | 1–0 | 0–1 | 2–2 | 2–3 | 0–3 | 0–1 | 0–2 | 3–3 | —   | 2–2 | 0–1 | 0–1 | 3–1 | 1–3 | 1–3 | 1–0 | 1–1 | 0–0 |
| Salamanca         | 2–0 | 0–2 | 3–3 | 2–3  | 3–0 | 1–1 | 1–2 | 1–1 | 0–1 | 1–3 | 2–3 | 3–1 | 2–1 | 0–6 | 3–3 | —   | 1–2 | 0–1 | 3–2 | 4–1 | 0–1 | 1–0 | 3–0 | 0–1 |
| Saltillo          | 7–0 | 0–1 | 1–0 | 0–1  | 6–0 | 4–1 | 1–1 | 0–1 | 3–2 | 1–1 | 0–1 | 0–0 | 0–3 | 0–2 | 4–2 | 0–1 | —   | 2–3 | 1–1 | 1–1 | 2–2 | 5–0 | 3–1 | 3–0 |
| San Luis          | 4–1 | 4–0 | 4–2 | 10–0 | 2–0 | 4–1 | 2–1 | 1–3 | 3–0 | 1–0 | 2–0 | 2–2 | 1–0 | 1–1 | 1–0 | 3–1 | 3–1 | —   | 1–2 | 1–1 | 2–1 | 4–2 | 2–1 | 4–1 |
| Tampico           | 1–2 | 0–2 | 1–0 | 2–0  | 5–1 | 3–1 | 1–2 | 0–1 | 0–0 | 1–1 | 1–0 | 2–3 | 0–4 | 0–3 | 0–1 | 1–1 | 0–1 | 1–1 | —   | 2–0 | 1–2 | 2–1 | 1–3 | 1–0 |
| Tec Celaya        | 3–2 | 0–0 | 3–1 | 2–1  | 1–2 | 2–0 | 0–1 | 0–0 | 3–0 | 1–2 | 3–4 | 2–4 | 3–4 | 2–3 | 2–0 | 0–0 | 2–4 | 2–0 | 1–0 | —   | 2–1 | 1–5 | 3–2 | 2–2 |
| Tecos UAG         | 4–0 | 1–0 | 6–1 | 3–2  | 6–1 | 3–1 | 2–3 | 0–3 | 2–1 | 2–1 | 2–1 | 1–2 | 0–0 | 1–0 | 1–0 | 0–0 | 5–1 | 3–2 | 5–0 | 2–0 | —   | 4–0 | 2–1 | 1–1 |
| UAT               | 0–1 | 2–2 | 0–0 | 3–2  | 3–2 | 0–1 | 4–2 | 0–1 | 1–0 | 1–1 | 4–1 | 2–2 | 2–3 | 0–1 | 0–1 | 3–2 | 1–1 | 0–2 | 0–1 | 3–3 | 2–4 | —   | 4–6 | 0–1 |
| U. de Nayarit     | 6–2 | 0–1 | 3–3 | 2–2  | 2–1 | 3–0 | 1–1 | 1–3 | 2–0 | 0–0 | 1–1 | 2–0 | 1–1 | 2–1 | 1–2 | 3–1 | 2–2 | 0–2 | 2–1 | 5–2 | 2–2 | 3–1 | —   | 0–0 |
| Ciudad Victoria   | 5–1 | 2–1 | 3–3 | 7–0  | 2–0 | 1–1 | 2–1 | 0–0 | 0–0 | 1–1 | 4–2 | 3–2 | 0–3 | 2–0 | 3–0 | 3–0 | 3–2 | 3–0 | 1–0 | 2–1 | 2–3 | 2–2 | 1–2 | —   |

## Liguilla por el título

### Grupo de campeonato
| Pos. | Equipo       | Pts. | PJ | G | E | P | GF | GC | Dif. | Clasificación                  |
| ---- | ------------ | ---- | -- | - | - | - | -- | -- | ---- | ------------------------------ |
| 1    | Irapuato     | 13   | 10 | 6 | 1 | 3 | 17 | 13 | +4   | Acceso al partido de desempate |
| 2    | Tecos UAG    | 13   | 10 | 5 | 3 | 2 | 18 | 14 | +4   | Acceso al partido de desempate |
| 3    | San Luis     | 11   | 10 | 4 | 3 | 3 | 17 | 12 | +5   |                                |
| 4    | Nuevo Necaxa | 10   | 10 | 5 | 0 | 5 | 18 | 16 | +2   |                                |
| 5    | Naucalpan    | 8    | 10 | 2 | 4 | 4 | 13 | 18 | −5   |                                |
| 6    | Querétaro    | 5    | 10 | 1 | 3 | 6 | 11 | 21 | −10  |                                |

 Fuente: RSSSF
     Campeón y asciende a Primera División

#### Resultados
| Local \ Visitante | IRA | NAU | NEC | QUE | SNL | UAG |
| ----------------- | --- | --- | --- | --- | --- | --- |
| Irapuato          | —   | 3–2 | 2–1 | 3–1 | 2–1 | 0–2 |
| Naucalpan         | 0–0 | —   | 2–0 | 1–1 | 1–0 | 2–2 |
| Nuevo Necaxa      | 2–1 | 4–2 | —   | 1–0 | 3–0 | 3–1 |
| Querétaro         | 2–4 | 1–1 | 3–2 | —   | 0–3 | 1–2 |
| San Luis          | 1–0 | 4–0 | 3–1 | 2–2 | —   | 1–1 |
| Tecos UAG         | 1–2 | 3–2 | 2–1 | 2–0 | 2–2 | —   |

### Final

#### Partido de desempate
| 5 de julio de 1975                                                               | Irapuato | 0-1 | Tecos de la U.A.G. | Estadio Azteca, México, D.F. |  |
|                                                                                  |          |     | 52' Salvador Barba |                              |  |
| Tecos de la U.A.G. campeón de la Temporada 1974-75 y asciende a Primera División |          |     |                    |                              |  |

|                                         |
| Tecos de la U.A.G. Campeón 1.er título. |

## Promoción Segunda - Tercera División

### Iguala F.C. vs Tapatío
| 3 de junio de 1975 | Tapatío | 1-0' | Iguala F.C. | Casa Club Guadalajara, Guadalajara |  |

| 8 de junio de 1975                                          | Iguala F.C. | 1-3' | Tapatío | Estadio General Ambrosio Figueroa, Iguala |  |
| Tapatío asciende a Segunda División. Iguala baja a Tercera. |             |      |         |                                           |  |

### Sahagún vs Estudiantes de Querétaro
| 3 de junio de 1975 | Estudiantes de Querétaro | 1-1' | Sahagún | Estadio Municipal de Querétaro, Santiago de Querétaro |  |

| 8 de junio de 1975                                                            | Sahagún | 1-2' | Estudiantes de Querétaro | Estadio Fray Bernardino de Sahagún, Ciudad Sahagún |  |
| Estudiantes de Querétaro asciende a Segunda División. Sahagún baja a Tercera. |         |      |                          |                                                    |  |